# Yablanitsa (obchtina)
Yablanitsa (bulgare : Ябланица) est une obchtina de l'oblast de Lovetch en Bulgarie.